# Longivesica
Longivesica là một chi bướm đêm thuộc họ Noctuidae.